# Yves d'Alègre
Yves d'Alègre, né en 1653 et mort le 3 mars 1733, cinquième du nom, marquis de Tourzel et seigneur de Montaigu, de Champeix, de Saint-Flour-le-Châtel, de Saint-Cirgues, de Cordès (dans le Puy-de-Dôme) et d'Orcival, de Salzuit, d'Aurouze et d'Aubusson, comte de Flageac (en Haute-Loire), maréchal de France en 1724.

## Biographie
Garde du corps en 1675, il participe aux sièges de Limbourg, qui se rend le 21 juin, de Condé, prise le 26 avril 1676, de Valenciennes, emportée le 17 mars 1677, de Cambrai, qui capitule le 5 avril, sauf le château qui tient jusqu’au 17.
Capitaine au régiment de cavalerie de Biran par commission du 15 février 1678, il sert dans l’armée d’Allemagne sous le maréchal de Créquy. Lors de la Bataille de Rheinfelden (1678) il contribue à la défaite du comte de Staremberg retranché à la tête du pont de Rhinfeld le 6 juillet, à la défaite du duc de Lorraine au passage de la Kintz le 23, à l'assaut du fort de Kell où il entre avec les grenadiers le 27.
Il est colonel du régiment Royal-Dragons le 23 mai 1679.
Il est au siège de Luxembourg qui se rend le 4 juin 1684. Il participe à la bataille de Walcourt en 1689, est fait brigadier le 10 mars 1690, et participe à la bataille de Fleurus le 1er juillet.
En 1692, il commande un corps séparé de 25 escadrons de cavalerie sous le maréchal de Luxembourg. Le 13 août 1792, à la bataille de Steinkerque, il a le bras cassé d’un coup de feu.
Le 30 mars 1693, il est nommé maréchal de camp et quitte son régiment.
Lieutenant-général le 29 janvier 1702, il sert à partir du 21 avril à l’armée de Flandre sous le duc de Bourgogne.
À la mort du comte du Coigny, il commande l’armée de la Moselle par pouvoir du 12 octobre 1704.
Alors qu’il sert dans l’armée de Flandre, il est pris par les ennemis le 18 juillet 1705 pendant la Bataille d'Eliksem. Conduit en Hollande, il obtient de Louis XIV les pleins pouvoirs pour traiter la paix avec cette République. Après l'échec des négociations, il est réincarcéré.
Il obtient le gouvernement de Saint-Omer le 25 septembre 1706, et la lieutenance générale du haut Languedoc le 1er janvier 1707.
Il est échangé en 1712 après l’affaire de Denain. La même année, il participe aux sièges de  Douai, qui se rend le 8 septembre, du Quesnoy, qui se rend le 4 octobre, et du Bouchain dont la garnison se rend le 19 octobre.
En janvier 1713, il se démet de la lieutenance générale du Languedoc et sert à l'armée du Rhin sous le maréchal de Villars, puis commande l’armée d’observation dans le Palatinat pendant le siège de Landau qui se rend le 20 août. Il passe le Rhin à fort Louis pour couvrir le siège de Fribourg, qui se rend le 1er novembre, sauf le fort et les châteaux le 19.
Il est nommé, à la suite de la démission du maréchal d'Estrées, le 11 septembre 1724, commandant en chef en Bretagne. Il y restera en poste jusqu'au 12 août 1726 où il sera remplacé, à nouveau, par le maréchal d'Estrées.
Il est gouverneur de Metz et de Verdun le 10 août 1723. Il est fait maréchal de France le 2 février 1724 et Chevalier du Saint-Esprit le 1er janvier 1728.

## Mariage et descendance
D'Alègre épouse le 29 août 1679 Jeanne (1658-1723), fille de Jean de Garaud, seigneur de Doneville. Ils auront 5 enfants :
- Yves-Emmanuel (?-1705) Comte d'Alègre et de Millau
- Marie Thérèse (?-1706) épouse (1696) Louis-François-Marie Le Tellier, marquis de Barbezieux, fils de Louvois
- Marie Marguerite (1688-1752) épouse (1705) Philippe de Recourt de Licques, comte de Rupelmonde (son nom est indiqué comme Joseph de Boulogne de Licques, comte de Rupelmonde, dans divers factums publiés en 1727)
- Marie Emmanuelle épouse (1713) Jean-Baptiste Desmarets, marquis de Maillebois, maréchal de France
- Marguerite-Thérèse

Il épouse en secondes noces, le 21 août 1724, Madeleine d'Ancézune.

## Armoiries
| Figure                  | Blasonnement |
| ----------------------- | --- |
| Blason Famille d'Alègre | Armes modernes De gueules, à une tour carrée d'argent, maçonnée de sable, accostée de six fleurs-de-lis d'or, rangées en deux pals. On trouve aussi D'azur, à une tour d'argent, accostée de six fleurs-de-lis d'or, rangées en deux pals. |